# Бокойна (муниципалитет)
Бокойна (исп. Bocoyna) — муниципалитет в Мексике, штат Чиуауа, с административным центром в  одноимённом посёлке. Численность населения, по данным переписи 2010 года, составила 28 766 человек.

## Общие сведения
Название Bocoyna было заимствовано у реки, на берегах которой в 1702 году была основана миссия иезуитов, название которой с языка тараумара можно перевести как место сосен.
Площадь муниципалитета равна 2706 км², что составляет 1,09 % от общей площади штата, а наивысшая точка — 2619 метров, расположена в поселении Огераре.
Он граничит с другими муниципалитетами штата Чиуауа: на севере с Герреро, на востоке с Каричи, на юге с Гуачочи и Урике, на западе с Магуаричи и Окампо.

## Учреждение и состав
Муниципалитет был образован 20 ноября 1911 года, в его состав входит 508 населённых пунктов, самые крупные из которых:
| Код INEGI                  | Населённый пункт                                                                 | Численность населения (2005 год) | Численность населения (2010 год) |
| -------------------------- | -------------------------------------------------------------------------------- | -------------------------------- | -------------------------------- |
| 009                        | Всего                                                                            | 29907                            | 28766                            |
| 0169                       | Сан-Хуанито (исп. San Juanito) 27°58′12″ с. ш. 107°36′01″ з. д.                  | 9938                             | 10535                            |
| 0034                       | Креэль (исп. Creel) 27°45′11″ с. ш. 107°38′06″ з. д.                             | 5338                             | 5026                             |
| 0185                       | Сисогичи (исп. Sisoguichi) 27°47′09″ с. ш. 107°29′47″ з. д.                      | 1051                             | 1097                             |
| 0001                       | Бокойна (исп. Bocoyna) 27°50′25″ с. ш. 107°35′21″ з. д. (административный центр) | 735                              | 796                              |
| 0188                       | Сохауачи (исп. Sojahuachi) 27°50′44″ с. ш. 107°24′41″ з. д.                      | 411                              | 377                              |
| 0724                       | Рочиво (исп. Rochivo) 27°45′52″ с. ш. 107°38′49″ з. д.                           | 210                              | 330                              |
| 0124                       | Паналачи (исп. Panalachi) 27°41′39″ с. ш. 107°22′28″ з. д.                       | 351                              | 312                              |
| —                          | Прочие                                                                           | 11873                            | 10293                            |
| Названия на карте Генштаба |                                                                                  |                                  |                                  |

## Экономика
По статистическим данным 2000 года, работоспособное население занято по секторам экономики в следующих пропорциях:
- сельское хозяйство и скотоводство — 19,1 %;
- производство и строительство — 33,1 %;
- торговля, сферы услуг и туризма — 45 %;
- безработные — 2,8 %.

## Инфраструктура
По статистическим данным 2010 года, инфраструктура развита следующим образом:
- электрификация: 74,6 %;
- водоснабжение: 75,5 %;
- водоотведение: 49,8 %.

## Фотографии

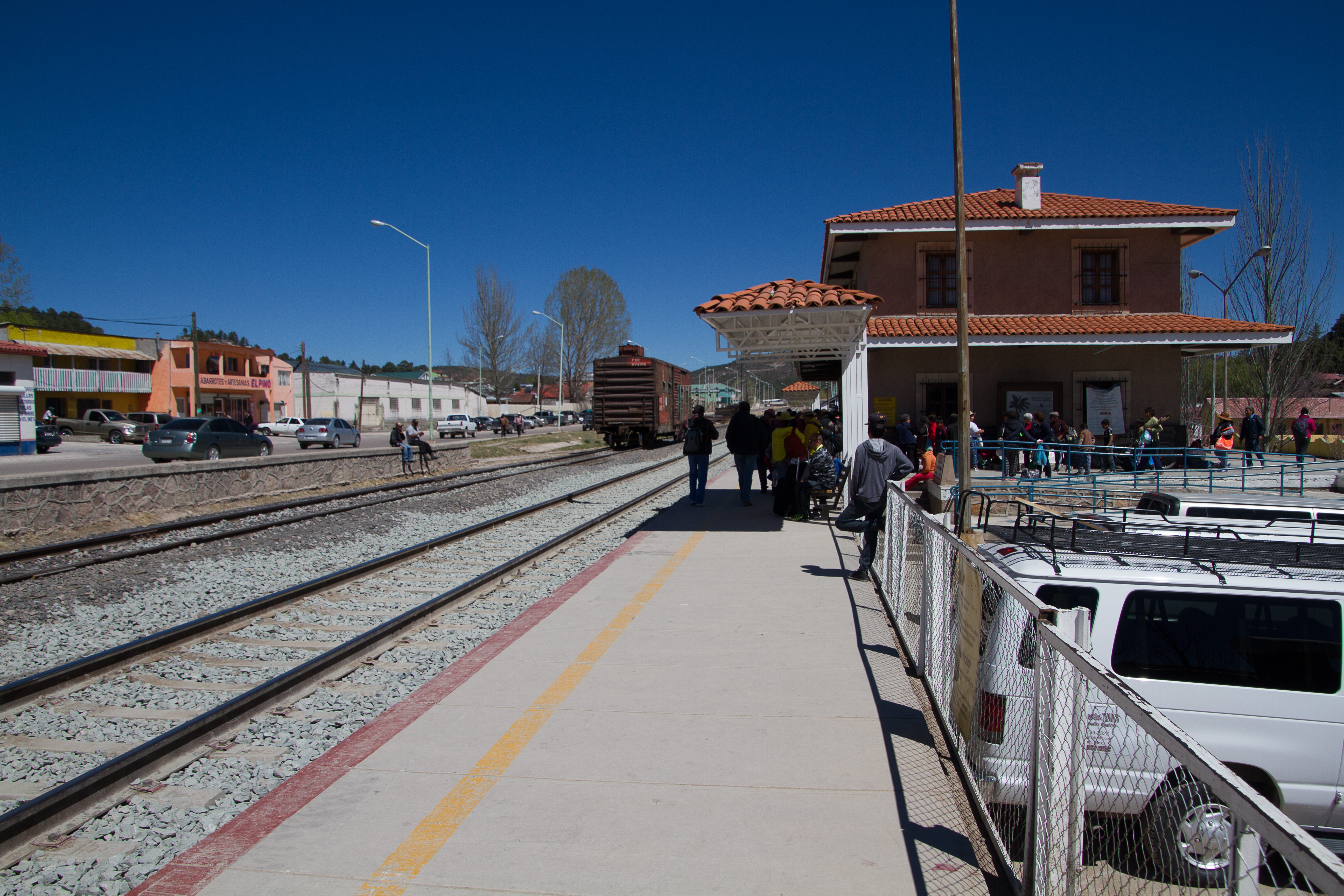
Ж/д станция в Креэле
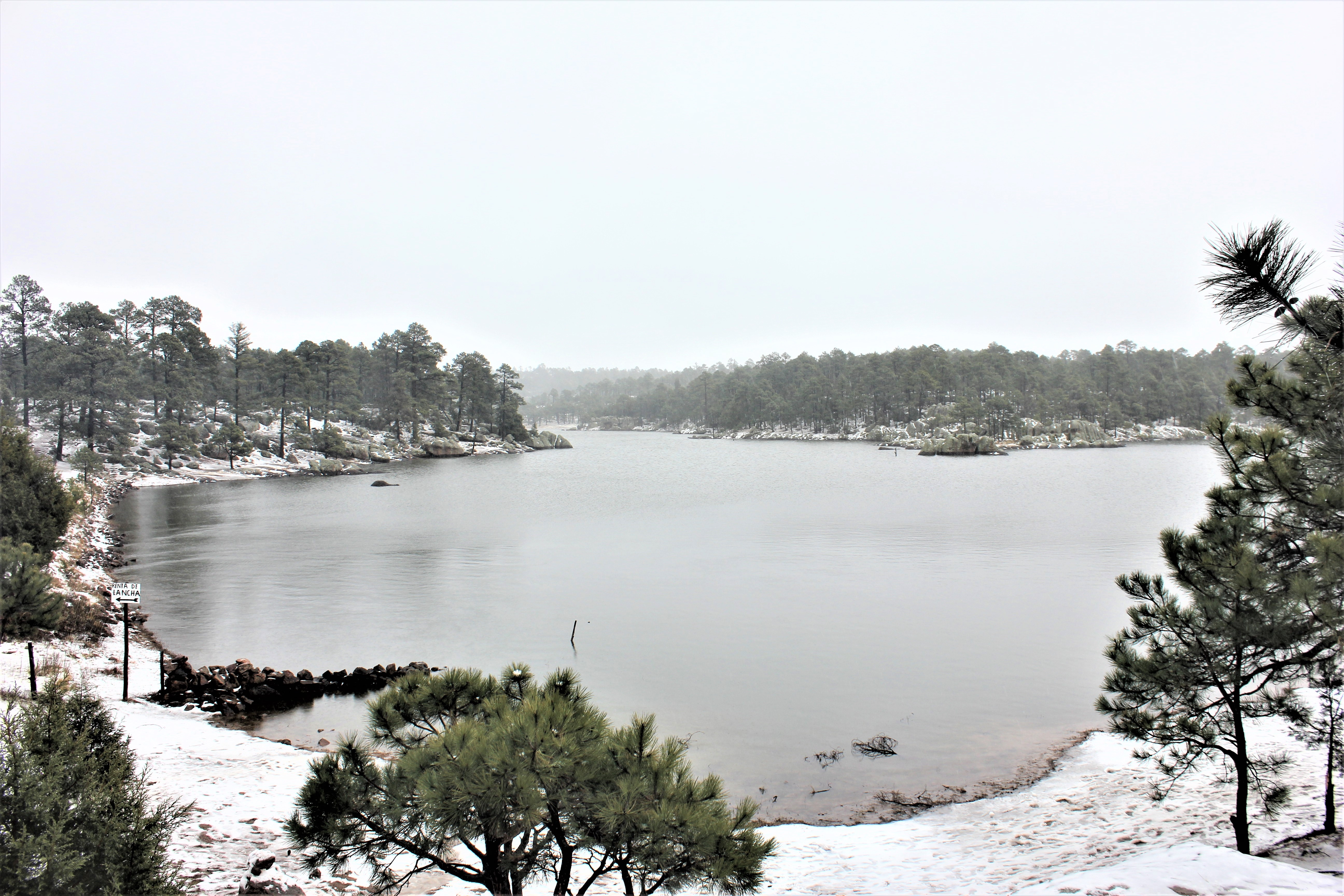
Озеро Арареко
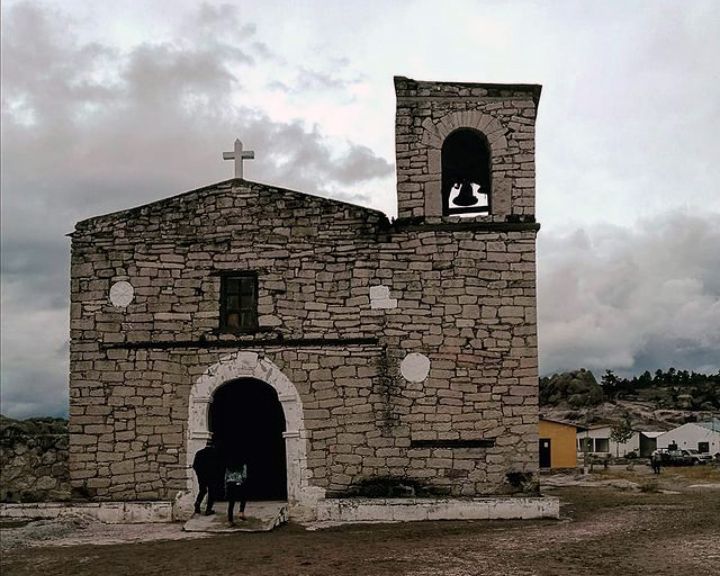
Церковь Сан Игнасио в Арареко